# Robin DiAngelo
Robin Jeanne DiAngelo (nascuda en 8 de setembre de 1956) és una autora americana, assessora, i facilitadora. Treballa en els camps d'anàlisi del discurs crític i Whiteness Studies (estudis dels blancs). Anteriorment havia treballat com a professora titular d'educació multicultural a la Westfield State University i actualment és una Professora Afiliada d'Educació a la Universitat de Washington. És coneguda per la seva feina relativa a la "fragilitat blanca", una expressió que va encunyar l'any 2011 i que va explorar més profundament en el seu llibre de 2018 titulat White Fragility: Why It's So Hard for White People to Talk About Racism (Fragilitat Blanca: Per què és tan difícil per les persones blanques parlar de racisme).

## Biografia
DiAngelo, nascuda com a Robin Jeanne Taylor, va néixer en una família blanca de classe treballadora a San José, Califòrnia, la més jove de les tres filles de Robert Z. Taylor i Maryanne Jeanne DiAngelo. Els seus pares es van divorciar quan tenia dos anys i la família va caure en la pobresa. Quan DiAngelo tenia deu anys, la seva mare va morir de càncer, de forma que ella i les seves germanes van anar a viure amb el seu pare.
Ha escrit que la seva "experiència de pobresa hauria estat diferent si [ella] no hagués estat blanca”, reflectint que tot i que sent que va fer front a "l'opressió de classe", ella també s'ha beneficiat del "privilegi racial".

## Educació i carrera
DiAngelo va graduar-se en Sociologia i Història per la Universitat de Seattle l'any 1991 on va graduar summa cum laude amb la millor nota de la promoció.
DiAngelo va doctorar-se en educació multicultural a la Universitat de Washington l'any 2004, amb una dissertació titulada "Whiteness in racial dialogue: a discourse analysis" (La Blancor en diàleg racial: una anàlisi de discurs). El comitè d'avaluació del seu doctorat va ser presidit per James A. Banks.
El 2007, va incorporar-se al personal docent de Westfield State University, on va ser designada com a professora associada d'educació multicultural l'any 2014. Va dimitir de la seva posició a Westfield el 2015. Ara treballa com Professora Afiliada d'Educació a la Universitat de Washington. Té dos Doctorats Honorífics de Starr King Seminary (2019) i Lewis & Clark College (2017).
DiAngelo ha treballat durant 20 anys proporcionant formació de diversitat per negocis. Argumenta que el racisme està incrustat a tot arreu dins la cultura i els sistemes polítics d'Amèrica. En un article de 2019 de The New Yorker, el columnista Kelefa Sanneh va caracteritzar DiAngelo com a "potser l'experta més visible del país en formació anti-biaix, una pràctica que és també una indústria, i des de tots els aspectes, una en auge".

## Feina
DiAngelo ha publicat diversos articles acadèmics sobre raça, privilegi, i educació i escrit diversos llibres. El seu primer llibre, co-escrit amb Ozlem Sensoy, Is Everyone Really Equal? An Introduction to Key Concepts in Critical Social Justice Education (És Tothom Realment Igual? Una Introducció als conceptes clau en Educació de Justícia Social Crítica) van guanyar tant el premi "American Educational Research Association's Critics' Choice Book Award (2012)" com el premi "Society of Professors of Education Book Award (2018)".
DiAngelo és coneguda per la seva feina relativa a la "fragilitat blanca", un terme va encunyar l'any 2011 en un article. Ha definit el concepte de fragilitat blanca com "un estat en el qual fins i tot una quantitat mínima d'estrès racial esdevé intolerable, provocant una varietat de moviments defensius." En l'article, argumenta que, “les persones blanques en els Estats Units i en altres països de societats colonialiestes blanques viuen en un entorn social racialment aïllat. Aquest aïllament construeix les nostres expectatives sobre la comoditat racial, mentre alhora redueix la nostra capacitat de suportar estrès racial. Jo defineixo aquesta manca de resistència racial Fragilitat Blanca. La Fragilitat Blanca és un estat en el qual fins i tot un mínim qüestionament a la posició blanca esdevé intolerable, provocant una varietat de moviments defensius que inclouen: argumentació, invalidació, silenci, retirada i afirmacions que s'està sent atacat i malentès. Aquests moviments funcionen per restablir l'equilibri racial blanc i mantenir control.” Des de 2016, regularment imparteix tallers sobre el tema.
El juny de 2018, DiAngelo va publicar el llibre White Fragility: Why It's So Hard for White People to Talk About Racism  (Fragilitat Blanca: Per què és tan difícil per les persones blanques parlar de racisme). El llibre es va convertir en un best seller del New York Times, mantenint-se a la llista durant més d'un any. El juny de 2020, durant les protestes per la mort de George Floyd, va assolir-hi el número 1. El 26 de juliol de 2020, l'edició de la llista va marcar la 97a setmana del llibre en la categoria de Llibres de Butxaca de No Ficció, on va assolir el número 1. El llibre va rebre crítiques diverses, amb ressenyes positives en fonts com New Statesman i la Los Angeles Review of Books, i ressenyes negatives en fonts com The Atlàntic i The Washington Post.